# Florence Brière
Pour les articles homonymes, voir Brière (homonymie).
Florence Brière (née Florence Plain), née le 23 octobre 1895 dans le 9e arrondissement de Paris, où elle est morte le 21 septembre 1985, est une actrice française.

## Filmographie

### Cinéma
- 1946 : Hercule au baptême de Louis Derosière et Jean Weiss - court métrage (30 min) - La tante Marie -
- 1946 : Le destin s'amuse d'Emil-Edwin Reinert
- 1946 : La Symphonie pastorale de Jean Delannoy - Une amie de Gertrude
- 1948 : L'assassin est à l'écoute de Raoul André
- 1949 : Retour à la vie de Jean Dréville dans le sketch : Le retour de Louis - Une commère
- 1949 : Les Petites Annonces matrimoniales de Claude Barma - court métrage (18 min) - Une soupirante -
- 1950 : La Vie chantée de Noël-Noël
- 1952 : Seuls au monde de René Chanas
- 1956 : Les Collégiennes d'André Hunebelle - Le professeur de mathématique
- 1958 : Maigret tend un piège de Jean Delannoy - La dame des toilettes
- 1959 : Le Baron de l'écluse de Jean Delannoy - La receveuse des postes
- 1961 au cinéma          : "La vendetta" de Jean Chérasse1960 : La Pendule à Salomon de Vicky Ivernel
- 1962 : Un clair de lune à Maubeuge de Jean Cherasse
  - 1967 : L'Étrangère de Sergio Gobbi - La vieille dame
- 1969 : Trop petit mon ami d'Eddy Matalon - La femme de ménage
- 1972 : Pas folle la guêpe de Jean Delannoy
- 1974 : Verdict d'André Cayatte - Mme Guichard
- 1977 : Pourquoi pas ! de Coline Serreau
- 1981 : Celles qu'on n'a pas eues de Pascal Thomas - La mère Villedieu

### Télévision
- 1965 : Les Jeunes Années, épisodes 7, 8 de Joseph Drimal
- 1972 : Au théâtre ce soir : Histoire d'un détective de Sidney Kingsley, mise en scène Jean Meyer, réalisation Pierre Sabbagh, Théâtre Marigny
- 1972 : Les Rois maudits, feuilleton télévisé de Claude Barma
- 1972 : Les Enquêtes du commissaire Maigret de Jean-Louis Muller, épisode Le Port des brumes : la vieille dame
- 1973 : Les Cinq Dernières Minutes : Meurtre par intérim de Claude Loursais
- 1976 : La Poupée sanglante, feuilleton télévisé de Marcel Cravenne
- 1982 : L'Auberge des trois pendus, téléfilm de Patrice Rolet

## Théâtre
- 1957 : Le Repoussoir de Rafaël Alberti, mise en scène André Reybaz, Théâtre de l'Alliance française
- 1957 : Ma chance et ma chanson de Georges Neveux, mise en scène Gérard Vergez, Théâtre du Ranelagh
- 1961 : Boulevard Durand d'Armand Salacrou, mise en scène André Reybaz, Centre dramatique du Nord Tourcoing, Théâtre Sarah Bernhardt
- 1963 : Le Mariage de Figaro de Beaumarchais, mise en scène André Reybaz, Festival du Marais Hôtel de Béthune-Sully
- 1966 : L'Idiot d'après Dostoïevski, adaptation et mise en scène André Barsacq, Théâtre de l'Atelier
- 1967 : L'Idiot d'après Dostoïevski, adaptation et mise en scène André Barsacq, Théâtre des Célestins, tournées Herbert-Karsenty
- 1968 : Le Mariage de Figaro de Beaumarchais, mise en scène René Lesage, Comédie des Alpes
- 1968 : Le Rêve de l'Amérique d'Edward Albee, mise en scène René Lesage, Comédie des Alpes
- 1969 : Fin de partie de Samuel Beckett, mise en scène René Lesage, Comédie des Alpes
- 1972 : Un pape à New-York de John Guare, mise en scène Michel Fagadau, Théâtre de la Gaîté-Montparnasse
- 1978 : Têtes-mortes de Samuel Beckett, mise en scène Jean-Claude Fall, Festival d'Avignon
- 1979 : Têtes-mortes de Samuel Beckett, mise en scène Jean-Claude Fall, Théâtre de la Tempête
- 1980 : Le Conte d'hiver de William Shakespeare, mise en scène Jean-Claude Fall, Théâtre de la Tempête